# Большой Кульбаш
Большой Кульбаш (тат. Олы Күлбаш) — село в Зеленодольском районе Республики Татарстан. Входит в состав Большекургузинского сельского поселения.

## География
Находится на реке Петьялка, в 34 км к северо-востоку от города Зеленодольска.

## История
Основано во второй половине XVII века. В XVIII веке — первой половине XIX века, жители относились к категории государственных крестьян (из бывших ясачных татар). Занимались земледелием, разведением скота, пчеловодством, плотничным и рогоже-кулеткацким промыслами. В 1803 году в селе был организован приход и была построена мечеть.
В «Списке населенных мест по сведениям 1859 года», изданном в 1866 году, населённый пункт упомянут как казённая деревня Большой Сентяк-Кульбаш 3-го стана Казанского уезда Казанской губернии. Располагалась при безымянном ключе, по правую сторону почтового тракта из Казани в Царёвококшайск, в 30 верстах от уездного и губернского города Казани и в 30 верстах от становой квартиры в казённой деревне Верхние Верески. В деревне, в 62 дворах проживали 464 человека (237 мужчин и 227 женщин), была мечеть.
В начале XX века в селе Большой Кульбаш функционировали мечеть, медресе, кузница, 2 ветряные мельницы, 5 мелочных лавок. В этот период земельный надел сельской общины составлял 898,1 десятины. До 1920 года село входило в Кукморскую волость Казанского уезда Казанской губернии. С 1920 года в составе Арского кантона ТАССР. С 10 августа 1930 года в Дубъязском, с 4 августа 1938 года в Юдинском, с 16 июля 1958 года в Зеленодольском районах.
В 1930 году в селе был организован колхоз. С 1957 года село в составе птицеводческого совхоза «Ключинский», с 1965 года — овощеводческого совхоза «Мичуринский», с 1994 года — коллективного предприятия «Мичурин», в 2002—2013 годах — общество с ограниченной ответственностью «Кургузи» (полеводство, скотоводство).

## Население
| 1782 | 1859 | 1897 | 1908 | 1920 | 1926 | 1938 | 1949 | 1958 | 1970 | 1979 | 1989 | 2000 | 2002 | 2010 | 2017 |
| ---- | ---- | ---- | ---- | ---- | ---- | ---- | ---- | ---- | ---- | ---- | ---- | ---- | ---- | ---- | ---- |
| 90   | 464  | 602  | 750  | 1014 | 1259 | 739  | 600  | 663  | 627  | 467  | 356  | 300  | 283  | 255  | 229  |

Национальный состав села — татары.

## Инфраструктура
Действуют дом культуры, библиотека, фельдшерско-акушерский пункт.

## Религия
Мечеть.

## Известные люди
- Сафиулла Тазетдинович Максютов (тат. Сафиулла Таҗетдин улы Мәкъсүтов; 1858—?) — мулла, депутат Государственной думы II созыва от Казанской губернии.
- Абдуллин Искандер Абдуллович (тат. Искандер Абдулла улы Абдуллин; 1935-1992) — языковед, кандидат филологических наук (1990).